# Conjetura de modularidad de Serre
En matemáticas, la conjetura de modularidad de Serre, introducida por Serre sobre la base de un intercambio de correspondencia con John Tate. En su versión débil, asegura que cualquier representación de Galois módulo {\displaystyle \rho }, impar e irreducible proviene de una forma modular. Una versión más fuerte de esta conjetura especifica el peso y el nivel de la forma modular. En 2005, la conjetura para el caso de nivel 1 fue demostrada por Chandrashekhar Khare y Luis Dieulefait independientemente, y luego en 2008 una demostración de la conjetura completa es elaborada en forma conjunta por Chandrashekhar Khare y Jean-Pierre Wintenberger.